# Chanal
Chanal es una localidad del estado mexicano de Chiapas, cabecera del municipio homónimo. 

## Geografía
La localidad está ubicada en la posición 16°39′13″N 92°15′22″O / 16.65361, -92.25611, a una altitud de 2087 m s. n. m.
Según la clasificación climática de Köppen, el clima corresponde al tipo Cwb - Templado con invierno seco (verano suave).

## Toponimia
El nombre «Chanal» proviene de la expresión indígena que se traduce como "sabio que enseña".

## Demografía
Cuenta con 9533 habitantes lo que representa un incremento promedio de 3.2% anual en el período 2010-2020 sobre la base de los 7008 habitantes registrados en el censo anterior. Ocupa una superficie de 6.794 km², lo que determina al año 2020 una densidad de 1403 hab/km².
| Gráfica de evolución demográfica de Chanal entre 2000 y 2020      |
|                                                                   |
| Fuente: Instituto Nacional de Estadística Geografía e Informática |

En el año 2010 estaba clasificada como una localidad de grado alto de vulnerabilidad social.
La población de Chanal está mayoritariamente alfabetizada (11.93% de personas analfabetas al año 2020) con un grado de escolarización en torno de los 6.5 años. El 99.30% de la población es indígena.